# Eric Stanton
Eric Stanton właśc. Ernest Stanzoni (ur. 30 września 1926, zm. 17 marca 1999) – amerykański rysownik oraz autor komiksów erotycznych. Specjalizował się głównie w tematyce femdom.

## Życiorys
Urodził się w 1926 roku w Nowym Jorku, jako syn rosyjskich emigrantów. W 1947 roku podjął pracę rysownika w firmie Irvinga Klawa "Movie Star News". Równocześnie uczęszczał do School of Visual Arts – szkoły dla ilustratorów i rysowników. Zawarł tam znajomość m.in. z Steve'em Didko, późniejszym twórcą postaci Spidermana.
W latach 1958–1966 Stanton dzielił studio z Ditko. Niektórzy krytycy sugerowali, że obaj rysownicy współpracowali ze sobą podczas tworzenia komiksów, jednak Ditko wielokrotnie zaprzeczył wkładu Stantona do jego pracy.
Po śmierci Klawa w 1966 roku, Stanton publikował swoje pracę samodzielnie. Tworzył swoje dzieła i rozprowadzał niemal konspiracyjnie wśród rozproszonej grupy czytelników i fanów. Jego seria komiksów erotycznych (Series Stantoons) były kontynuowana aż do jego śmierci w 1999 roku.